# A donde irán los besos
A Dónde Irán los Besos es el 18º álbum de estudió grabado por el cantante y compositor español Víctor Manuel. Lanzado por el sello discográfico alemán Ariola Records en 1993, contó con la producción de Roberto Costa, así como del propio cantante. Algunas canciones destacadas del álbum son "A Dónde Irán los Besos" y "Dama del Alba".

## Lista de Canciones
Todas las canciones escritas y compuestas por Víctor Manuel.

| Cara A |                                    |          |  |
| N.º    | Título                             | Duración |  |
| 1.     | «A Dónde Irán Los Besos»           | 3:47     |  |
| 2.     | «Con Un Poco De Tí Tengo Bastante» | 4:07     |  |
| 3.     | «Canción Para Pilar»               | 3:20     |  |
| 4.     | «Danza De San Juan»                | 2:34     |  |
| 5.     | «El Violinista»                    | 2:56     |  |
| 6.     | «Dama Del Alba (AIDS)»             | 3:20     |  |

| Cara B |                                 |          |  |
| N.º    | Título                          | Duración |  |
| 1.     | «Me Asaltó La Primavera»        | 2:48     |  |
| 2.     | «Lágrimas Del Corazón»          | 4:26     |  |
| 3.     | «Ya Eran Las Cinco De La Tarde» | 2:50     |  |
| 4.     | «Mejor No Saber Nada»           | 5:00     |  |
| 5.     | «Marinero Quiero Madre»         | 2:10     |  |
| 6.     | «Cuéntame Algún Cuento»         | 3:19     |  |